# Fennimore (Town)
Die Town of Fennimore ist eine von 33 Towns im Grant County im US-amerikanischen Bundesstaat Wisconsin. Im Jahr 2010 hatte die Town of Fennimore 612 Einwohner.
Town hat in Wisconsin eine grundlegend andere Bedeutung, als im übrigen englischsprachigen Bereich. Vielmehr entspricht sie den in den anderen US-Bundesstaaten üblichen Townships, die nach dem County die nächstkleinere Verwaltungseinheit bilden.

## Geografie
Die Town of Fennimore liegt im Südwesten Wisconsins, rund 15 km südlich des Wisconsin River und rund 45 östlich des Mississippi, der die Grenze zu Iowa bildet. Am Westrand der Town of Fennimore umschließt diese fast vollständig die Kleinstadt Fennimore, ohne dass diese der Town angehört.
Die geographischen Koordinaten des geographischen Mittelpunkts der Town of Fennimore sind 42°59′05″ nördlicher Breite und 90°36′22″ westlicher Länge. Sie erstreckt sich über eine Fläche von 90 km².
Die Town of Fennimore liegt im nordöstlichen Zentrum des Grant County und grenzt an folgende Nachbartowns:
| Town of Marion          | Town of Hickory Grove                       | Town of Castle Rock |
| Town of Mount Ida       | Kompassrose, die auf Nachbargemeinden zeigt | Town of Wingville   |
| Town of North Lancaster | Town of Liberty                             | Town of Clifton     |

## Verkehr
Durch das Gebiet der Town of Fennimore verläuft in Ost-West-Richtung der U.S. Highway 18 und in Nord-Süd-Richtung der U.S. Highway 61. Beide kreuzen in der außerhalb der Town liegenden Kleinstadt Fennimore. Weiterhin verlaufen die County Highways F und Q durch das Gebiet des Town of Fennimore. Alle weiteren Straßen sind untergeordnete Landstraßen oder teils unbefestigte Fahrwege.
Die nächsten größeren Flughäfen sind der Dubuque Regional Airport in Dubuque, Iowa (rund 70 km südlich) und der Dane County Regional Airport in Wisconsins Hauptstadt Madison (rund 120 km östlich).

## Bevölkerung
Nach der Volkszählung im Jahr 2010 lebten in der Town of Fennimore 612 Menschen in 213 Haushalten. Die Bevölkerungsdichte betrug 6,8 Einwohner pro Quadratkilometer. In den 213 Haushalten lebten statistisch je 2,87 Personen.
Ethnisch betrachtet setzte sich die Bevölkerung zusammen aus 98,7 Prozent Weißen, 0,3 Prozent Afroamerikanern, 0,2 Prozent amerikanischen Ureinwohnern, 0,3 Prozent Asiaten sowie 0,3 Prozent aus anderen ethnischen Gruppen; 0,2 Prozent stammten von zwei oder mehr Ethnien ab. Unabhängig von der ethnischen Zugehörigkeit waren 2,6 Prozent der Bevölkerung spanischer oder lateinamerikanischer Abstammung.
28,6 Prozent der Bevölkerung waren unter 18 Jahre alt, 60,1 Prozent waren zwischen 18 und 64 und 11,3 Prozent waren 65 Jahre oder älter. 45,3 Prozent der Bevölkerung war weiblich.
Das mittlere jährliche Einkommen eines Haushalts lag bei 44.844 USD. Das Pro-Kopf-Einkommen betrug 25.301 USD. 5,4 Prozent der Einwohner lebten unterhalb der Armutsgrenze.

## Ortschaften in der Town of Fennimore
Auf dem Gebiet der Town of Fennimore befindet sich neben Streubesiedlung noch die gemeindefreie Siedlung Lancaster Junction.